# 편평률

반지름 a인 원이 타원으로 압축되었다.

편평률(扁平率, flattening) 또는 타원율(楕圓率, ellipticity)은 회전 타원체(즉, 3차원)의 편평한 정도, 즉 편평도를 나타내는 양이다.

## 정의
긴 반지름(적도 반지름)을 a, 짧은 반지름(극 반지름)을 b라고 했을 때, 편평률 e는
{\displaystyle e={\frac {a-b}{a}}}
이다.

## 성질
- 구의 편평률은 0이다. (a=b)
- 평면의 편평률은 1이다. (b=0)

즉, 편평률이 0에 가까울수록 회전 타원체가 구에 가깝다.

## 은하 분류에서의 사용
은하의 형태분류 중 허블순차에서 타원체 은하들은 기호 E(타원형, Elliptical) 뒤 편평률에 따라 E0에서 E7까지 숫자가 매겨진다. 예시로 대표적 타원 은하 중 하나인 M110은 E5로 분류된다.

## 같이 보기
- 편평도
- 이심률